# Battaglia della foresta di Teutoburgo
La battaglia della foresta di Teutoburgo, chiamata clades Variana ("la disfatta di Varo") dagli storici romani, si svolse nell'anno 9 tra l'esercito romano guidato da Publio Quintilio Varo e una coalizione di tribù germaniche comandate da Arminio, capo dei Cherusci (nonché ufficiale delle truppe ausiliarie di Varo). La battaglia ebbe luogo nei pressi dell'odierna località di Kalkriese, nella Bassa Sassonia, e si risolse in una delle più gravi disfatte subite dai Romani: tre intere legioni (la XVII, la XVIII e la XIX) furono annientate, oltre a 6 coorti di fanteria e 3 ali di cavalleria ausiliaria.
Tale fu il trauma provocato dalla sconfitta, che nell'esercito romano le legioni non ebbero più le numerazioni XVII, XVIII e XIX.
Per riscattare l'onore dell'esercito, i Romani diedero inizio a una guerra durata sette anni, che culminò nel 16 d.C. con le battaglie di Idistaviso e del Vallo angrivariano (considerate la rivincita dell'Impero romano contro i Germani), nelle quali Arminio fu definitivamente sconfitto. Al termine della campagna i romani rinunciarono a ogni ulteriore conquista nella Germania. Il Reno si consolidò come definitivo confine nord-orientale dell'Impero per i successivi 400 anni.

## Contesto storico
Dopo che Tiberio, figlio adottivo dell'imperatore Augusto, aveva completato la conquista quasi ventennale della parte settentrionale della Germania (con le campagne del 4-5), e domato gli ultimi focolai di una rivolta dei Cherusci, i territori compresi tra i fiumi Reno ed Elba apparivano ai Romani come una vera e propria provincia.
Poiché a Roma si pensava che ormai fosse arrivato il momento di introdurre nella regione il diritto e le istituzioni romane, l'imperatore Augusto decise di affidare a un burocrate, più che a un generale, il governo della nuova provincia: scelse dunque il governatore della Siria, Publio Quintilio Varo, ritenendo che un tale personaggio, certamente non noto per l'abilità bellica, potesse far cambiare le usanze secolari dei Germani, che non apprezzavano i modi rudi dei militari romani.
Ignaro di queste indicazioni e rivolgendosi ai Germani come fossero dei sudditi arresisi alla volontà romana, più che dei provinciali in via di formazione e romanizzazione, Varo ignorò il crescente rancore che covavano per l'invasore, problematica a cui invece avrebbe dovuto porre maggiore attenzione, tanto più che di esempi del passato ve ne erano in abbondanza, dal drammatico epilogo della vicina conquista della Gallia di 50-60 anni prima, alla recentissima rivolta delle genti dalmato-pannoniche.

### Preludio alla battaglia: l'imboscata preparata da Arminio
(Cassio Dione, Storia romana, LVI,18.)

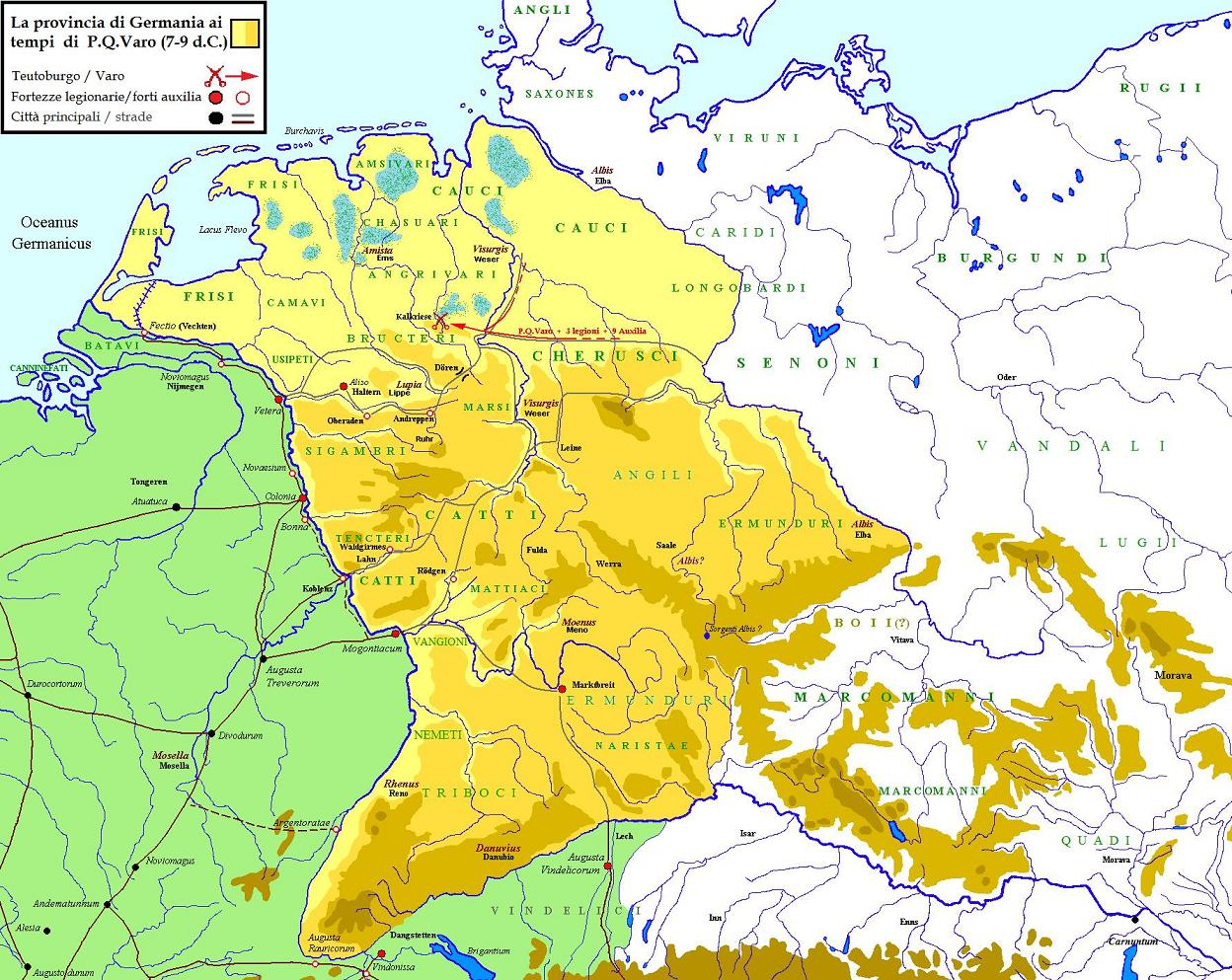
La provincia romana di Germania Magna nel 9

I Germani aspettavano solo il momento opportuno per ribellarsi e scrollarsi di dosso il peso insopportabile dell'invasore romano; tale momento sembrò arrivare agli inizi di settembre del 9 quando, al comando di tre legioni, alcuni reparti ausiliari e numerosi civili, Varo si era spinto in direzione nord-ovest, affidandosi alle indicazioni degli indigeni poiché non conosceva la regione.
(Velleio Patercolo, Storia romana, II, 117)
Era il settembre dell'anno 9, e Varo, finita la stagione di guerra (che per i Romani incominciava a marzo e finiva a ottobre), già si muoveva verso i campi invernali, che si trovavano a Haltern, sul fiume Lippe (sede amministrativa della nuova provincia di Germania), a Castra Vetera (l'attuale Xanten, lungo il Reno) e il terzo a Colonia (anch'esso sul Reno).
Il percorso abituale sarebbe stato quello di scendere dal fiume Weser (presso l'attuale località di Minden), attraversare il passo di Doren (le cosiddette porte della Vestfalia) e raggiungere l'alto corso della Lippe presso Anreppen, per poi proseguire fino a Haltern (la romana Aliso) e di qui al Reno.

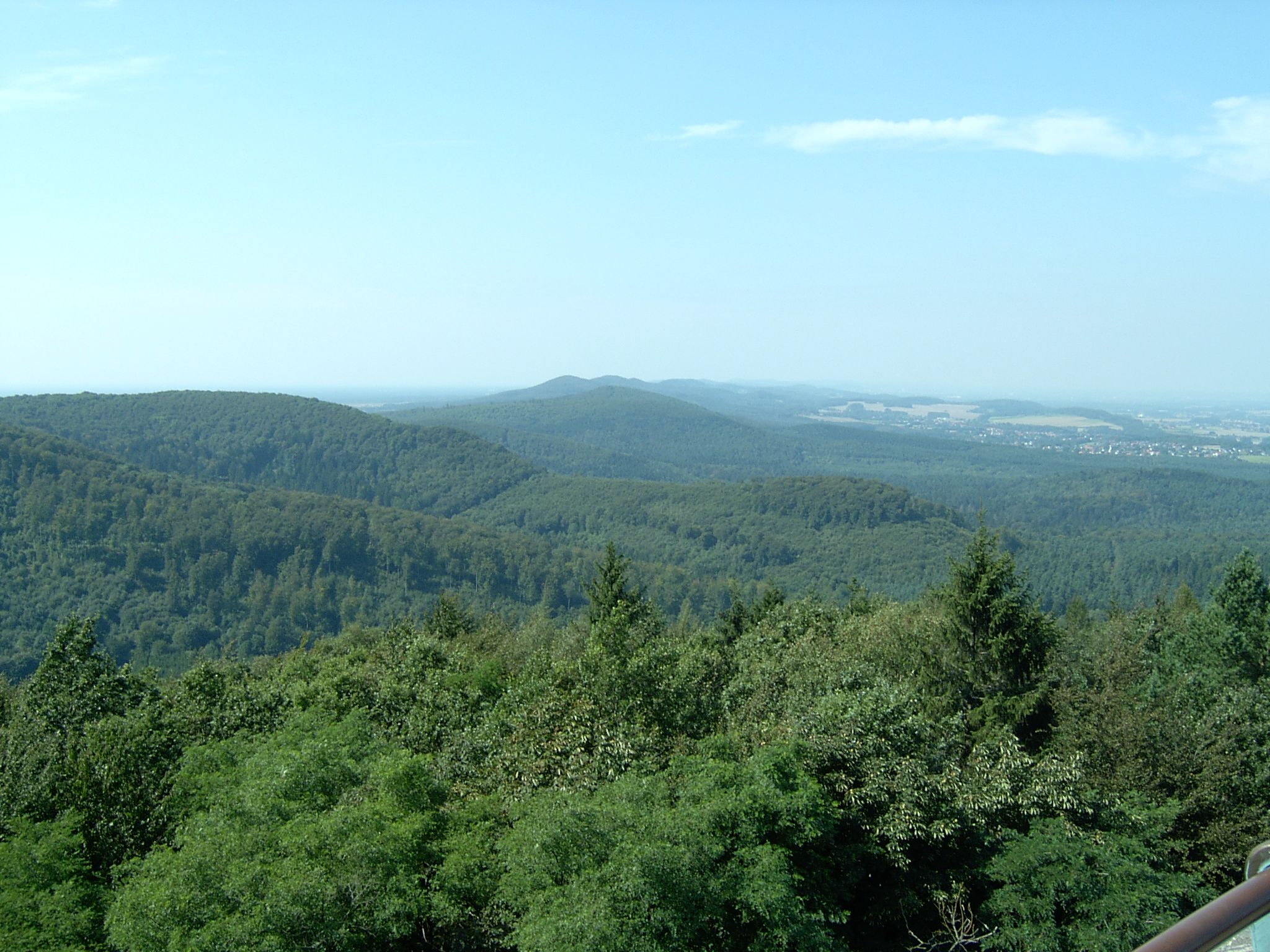
La foresta di Teutoburgo nei pressi di Kalkriese

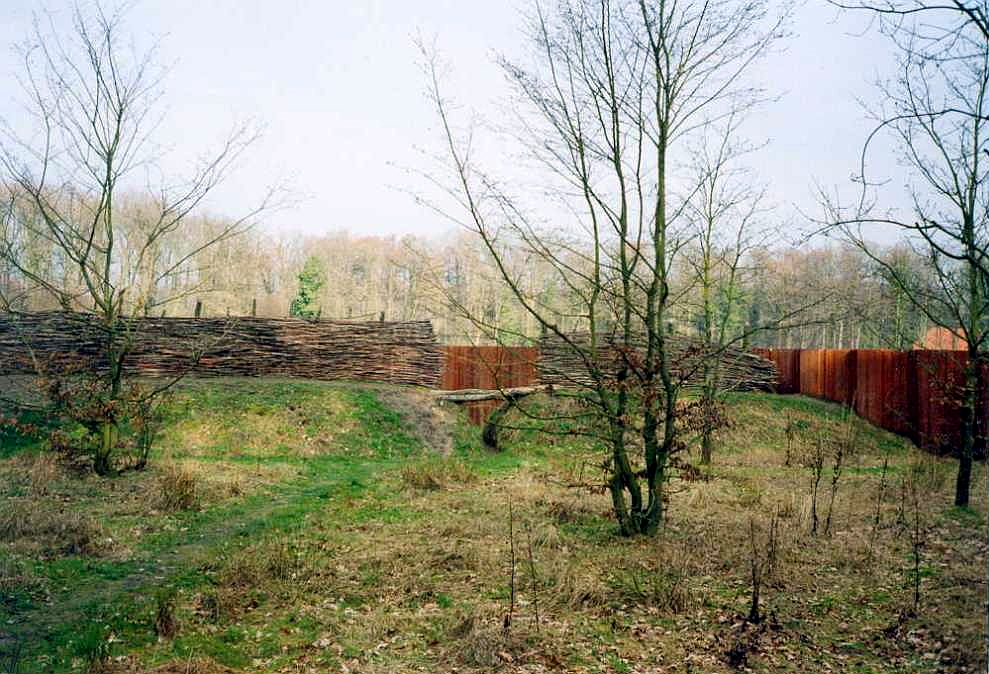
Ricostruzione del luogo della battaglia, con il terrapieno costruito dai barbari per imbottigliare le legioni di Varo

Al comando di tre legioni (la XVII, la XVIII e la XIX), reparti ausiliari (3 ali di cavalleria e 6 coorti di fanteria) e numerosi civili, Varo si spinse in direzione ovest, affidandosi alle indicazioni degli indigeni, poiché non conosceva né il nuovo percorso, né la regione. Egli non solo non sospettava che Arminio, principe dei Cherusci (il quale militava da anni nelle file dell'esercito romano tra gli ausiliari), stava progettando un'imboscata per sopraffare l'esercito romano in Germania, ma, al contrario, si riteneva al riparo dai pericoli, considerando Arminio un fedele alleato. Sia Velleio Patercolo sia Dione raccontano che Varo non prestò fede ad alcuno, incluso Segeste, futuro suocero di Arminio, che lo aveva informato dell'agguato:
(Velleio Patercolo, Storia romana, II, 118)
(Cassio Dione, Storia romana, LVI, 19.)
Il piano procedeva dunque come stabilito. Era stata anche simulata una rivolta nei pressi del massiccio calcareo di Kalkriese, nel territorio dei Bructeri, e Varo (senza dar credito alle voci sospettose circa un possibile agguato al suo esercito in marcia, su un percorso finora mai esplorato e all'interno di una folta foresta circondata da acquitrini) non utilizzò alcuna precauzione che lo mettesse al riparo da una possibile aggressione, facilitando il compito ad Arminio e ai suoi Germani.
(Cassio Dione, Storia romana, LVI, 19.)

### Forze in campo
Varo disponeva di tre intere legioni: la XVII, XVIII e XIX, oltre ad alcune unità ausiliarie (3 ali e 6 coorti), pari a circa 15 000 legionari e 5 000 ausiliari (a ranghi completi).
I Germani di Arminio potevano invece contare su circa 20 000/25 000 guerrieri delle tribù dei Cherusci, Bructeri, oltre probabilmente a Sigambri, Usipeti, Marsi, Camavi, Angrivari e Catti.

## Battaglia

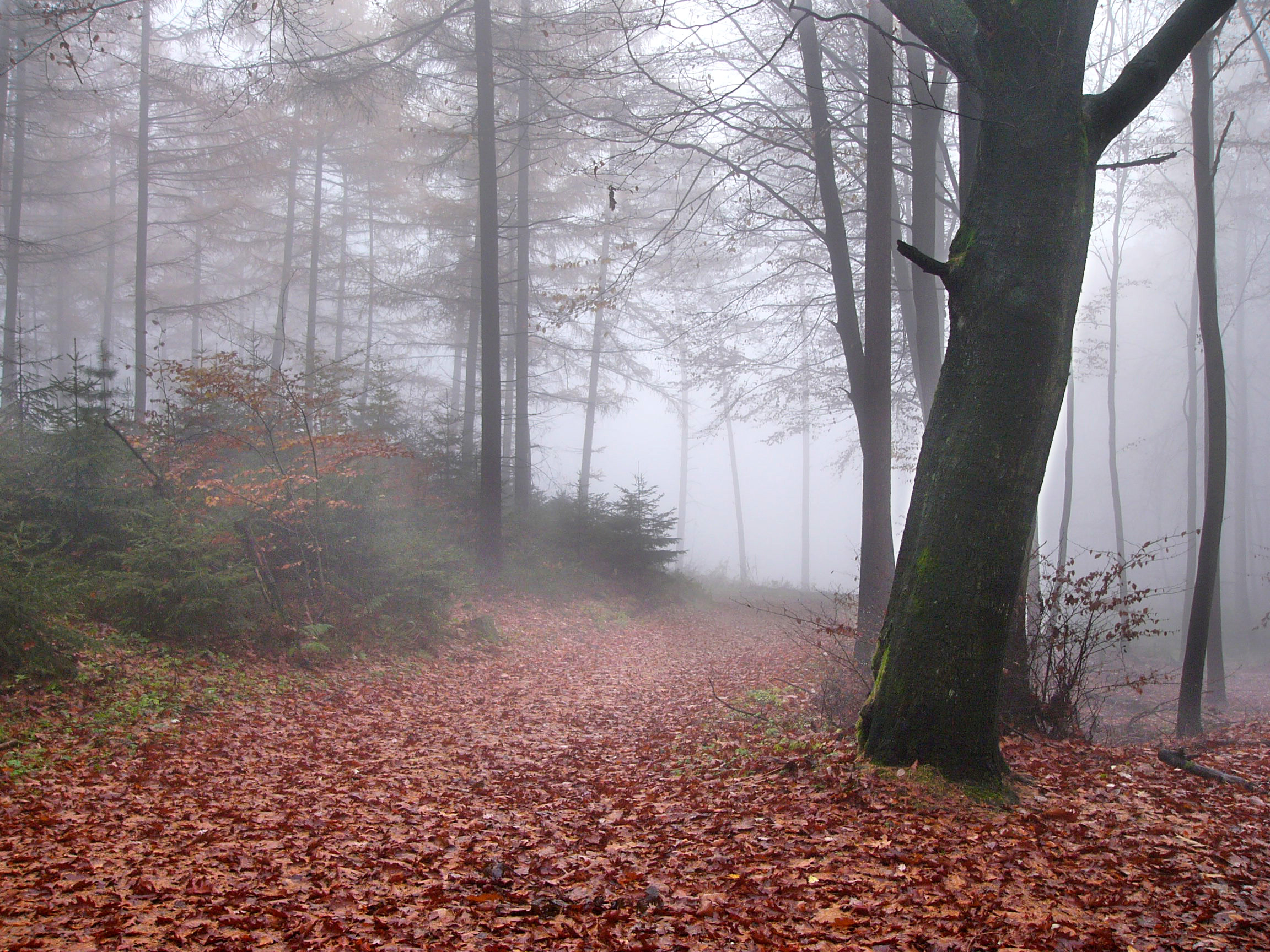
La foresta di Teutoburgo, in una giornata nebbiosa e piovosa, come doveva apparire alle legioni romane di Varo nei giorni della battaglia

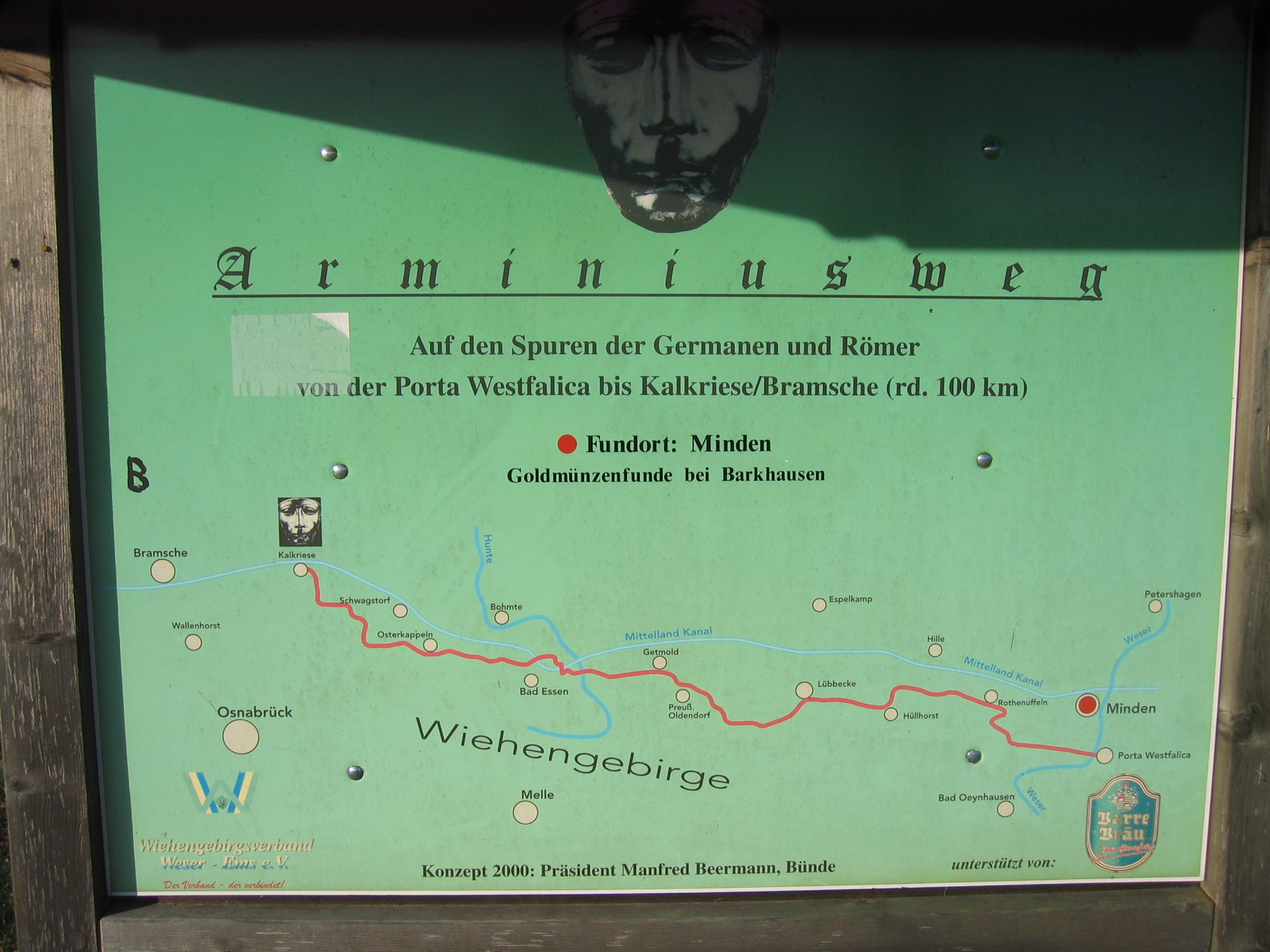
Il possibile percorso di Varo, dalla porta Westfalica sul Weser, fino a Kalkriese dove lo attendeva Arminio per tendergli l'agguato

### Primo giorno: l'attacco dei Germani nella fitta foresta
Varo stava percorrendo un terreno estremamente difficile da superare con un esercito che, date le difficoltà oggettive del percorso, si era allungato a dismisura, per oltre tre chilometri e mezzo.
(Cassio Dione Cocceiano, Storia romana, LVI, 20, 1-3.)
E mentre i Romani si trovavano in serie difficoltà anche solo nell'avanzare in un territorio a loro totalmente sconosciuto, i Germani attaccarono.
Si trattava di una coalizione di popoli, sotto il comando di Arminio, che conosceva ottimamente le tattiche belliche romane, avendo egli stesso militato negli ausiliari durante la rivolta dalmato-pannonica del 6-9.
Arminio aveva predisposto con estrema cura tutti i dettagli dell'imboscata:
- aveva scelto come luogo dell'agguato il punto in cui la grande palude a nord si avvicinava di più alla collina calcarea di Kalkriese, e dove il passaggio era ristretto a soli 80-120 metri;
- aveva fatto deviare il normale tracciato della strada, con lo scopo di condurre l'esercito romano in un imbuto senza uscita;
- aveva fatto costruire un terrapieno lungo circa 500-600 metri e largo 4-5, dietro cui nascondere parte delle sue truppe (concentrando sul posto non meno di 20-25 000 armati), lungo i fianchi della collina del Kalkriese (alta circa 100 metri), da cui potevano attaccare il fianco sinistro delle truppe romane.

(Cassio Dione Cocceiano, Storia romana, LVI, 20, 4-5.)
Alla fine della giornata, dopo numerose perdite subite, Varo riuscì a riorganizzare l'esercito, accampandosi in una zona favorevole, per quanto fosse possibile, su un'altura boscosa.

### Secondo giorno: la difesa di Varo e l'avanzata impossibile
Il secondo giorno, dopo aver bruciato e abbandonato la maggior parte dei carriaggi e tutti i bagagli non necessari, i Romani avanzarono disposti in schieramenti più ordinati fino a raggiungere una località in campo aperto, non senza ulteriori perdite.
Di lì continuarono la marcia, ancora fiduciosi di potersi salvare; sapendo che nel viaggio avrebbero subito numerose nuove perdite e forse solo pochi si sarebbero salvati, la speranza era quella di avvicinarsi il più possibile all'accampamento di Castra Vetera sul fiume Reno, dove forse il legato Asprenate avrebbe potuto raggiungerli e salvarli.
L'esercito procedeva in zone boscose che sembravano interminabili, assalito senza pietà dagli uomini di Arminio, che conoscevano bene il terreno e non volevano permettere ai Romani di organizzarsi e schierarsi, dato che in campo aperto le legioni avrebbero prevalso certamente. Fu proprio in questo frangente che i Romani subirono le perdite maggiori, poiché, per quanto cercassero di serrare i ranghi, lo spazio era troppo limitato per farlo.

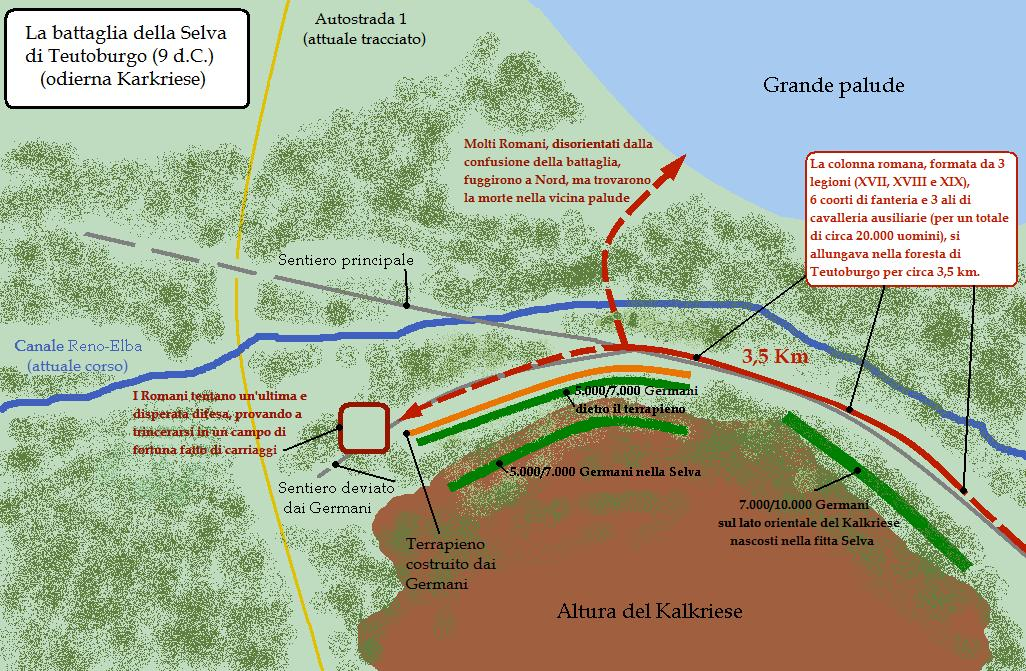
La mappa della disfatta di Varo, nella Selva di Teutoburgo

(Cassio Dione Cocceiano, Storia romana, LVI, 21, 2.)

### Terzo giorno: la morte di Varo e la strage dell'esercito romano

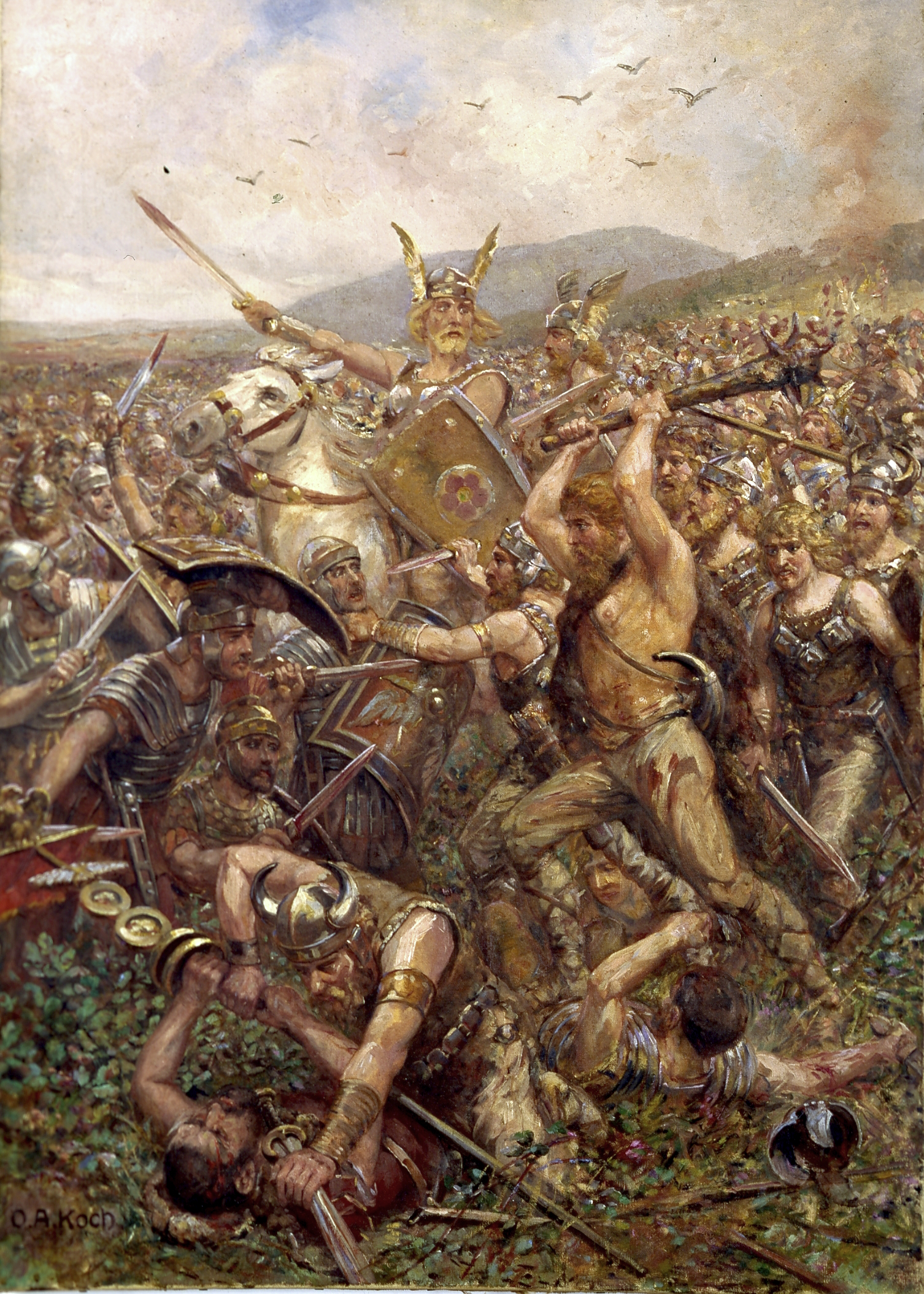
Lo scontro tra le armate romane e Germani nella rappresentazione pittorica di Otto Albert Koch

Il terzo giorno fu l'ultimo e il più tragico per l'armata romana, ormai decimata dalla furiosa lotta dei giorni precedenti. La pioggia e il vento si erano scatenati nuovamente, impedendo ai soldati romani di avanzare oltre e di costruire un nuovo accampamento entro cui difendersi. La pioggia era talmente copiosa che avevano difficoltà a usare le armi, in quanto scivolose.
I Germani pativano di meno questa condizione, poiché il loro armamento era più leggero, e, anche per il fatto di conoscere meglio la zona, avevano la possibilità di attaccare e di ritirarsi velocemente nella vicina foresta con la massima libertà. L'eco della battaglia aveva inoltre dato morale alle vicine tribù barbare che, fiduciose per l'esito finale della battaglia, avevano inviato nuovi rinforzi e infoltito così il già cospicuo numero di armati germani. I romani, sempre più decimati e ormai ridotti allo stremo, erano ovunque circondati e colpiti da ogni parte, e non potevano più resistere alle forze germaniche.
(Cassio Dione Cocceiano, Storia romana, LVI, 21, 5.)
(Velleio Patercolo, Storia romana, II, 119, 3)
Non appena si diffuse la notizia, molti soldati romani smisero di combattere preferendo uccidersi o fuggire piuttosto che venire catturati dai Germani. I resti dell'esercito romano erano ora allo sbando e sono raccontati episodi di coraggio alternati a quelli di codardia tra le file dei legionari di Roma.
(Velleio Patercolo, Storia romana, II, 119, 4)
(Velleio Patercolo, Storia romana, II, 120, 6)
(Floro, Epitome de T. Livio Bellorum omnium annorum DCC Libri duo, II, 36-37.)

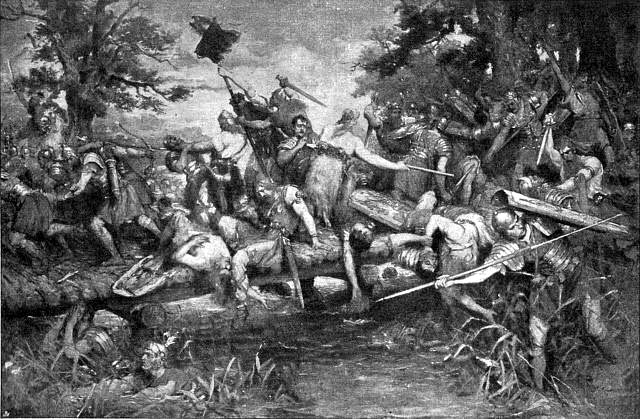
Rappresentazione della battaglia di Teutoburgo

Gran parte dei superstiti vennero sacrificati alle divinità germaniche, e i restanti vennero liberati o scambiati con prigionieri germanici o riscattati, se è vero che durante la spedizione del 15 (sei anni dopo la disfatta) Germanico si fece ricondurre sul campo di Kalkriese avvalendosi dell'aiuto dei pochissimi superstiti della battaglia (gli unici che fossero in grado di indicare il luogo), per dare degna sepoltura ai resti dei commilitoni morti sei anni prima. E fu qui che vide lo scempio di un autentico massacro.
(Cornelio Tacito, Annali I, 61.)

## Conseguenze

### Le reazioni immediate a Roma

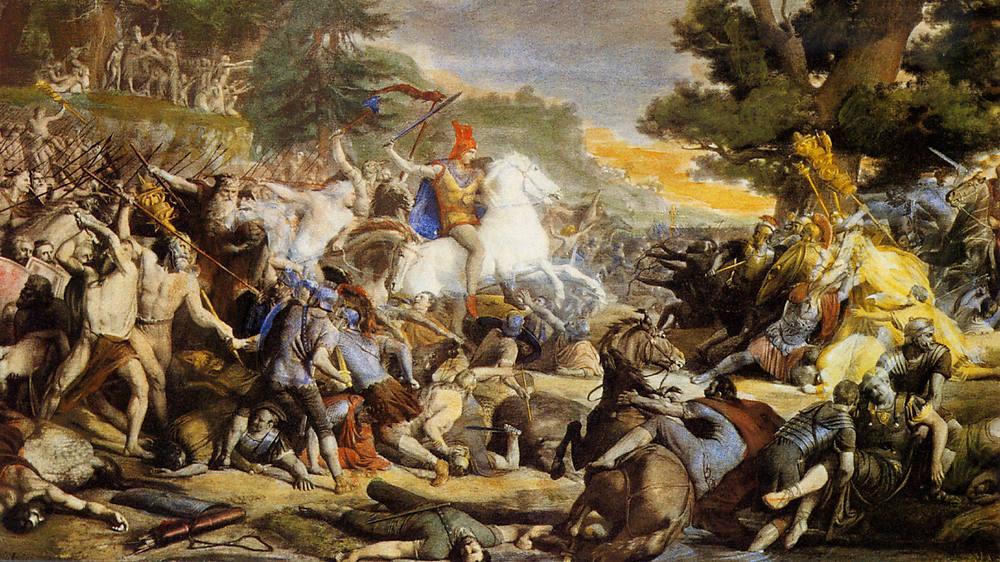
L'Hermannsschlacht (clades Variana), riproduzione di un dipinto monumentale di Friedirch Gunkel, andato distrutto nella Seconda guerra mondiale

La sconfitta fu certamente devastante. Tre intere legioni erano state annientate, insieme a circa 5000 ausiliari e al loro comandante Publio Quintilio Varo.
(Velleio Patercolo, Storia romana, II, 119, 4)
Lucio Asprenate, nipote di Varo e suo subordinato in Germania, accorreva con due legioni da Mogontiacum (Magonza), per scongiurare un'invasione germanica, salvare i superstiti e rafforzare gli animi incerti delle popolazioni galliche.
(Velleio Patercolo, Storia romana, II, 120, 4)
(Cassio Dione Cocceiano, Storia Romana, LVI, 22, 2a-2b)

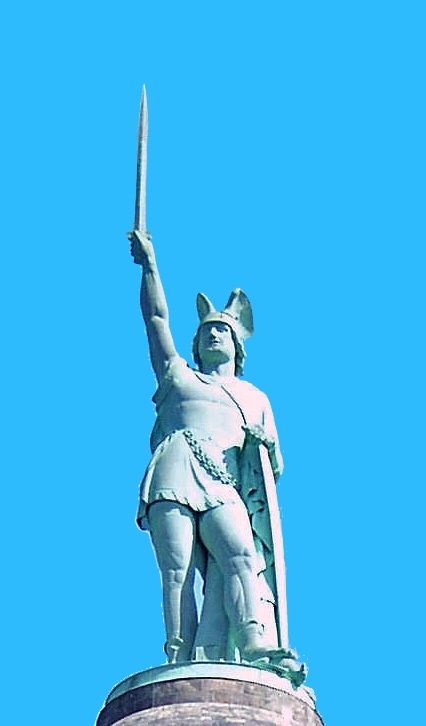
L'Hermannsdenkmal, la statua in rame di Arminio, eroe nazionale tedesco, alta 26 metri, situata a Detmold nella regione westfalica

Svetonio racconta che lo shock di questa notizia, giunta a Roma a soli cinque giorni dal trionfo su Dalmati e Pannoni, sconvolse anche il vecchio imperatore, finora provato a tutto, e che da allora non volle più Germani accanto a sé:
(Svetonio, Vite dei dodici Cesari, II, 23)
(Cassio Dione Cocceiano, Storia Romana, LVI, 23, 1)
(Cassio Dione Cocceiano, Storia Romana, LVI, 23, 4)
Dopo questo grande successo militare, Arminio avrebbe infatti voluto passare al contrattacco, alleandosi con l'altro grande sovrano germano Maroboduo, il re dei Marcomanni, come ci racconta Velleio Patercolo:
(Velleio Patercolo, Storia romana, II, 119)
Fortunatamente per Roma, Maroboduo mantenne fede ai patti stipulati con Tiberio tre anni prima (nel 6). Questo gesto costò caro al sovrano marcomanno: pochi anni più tardi, nel 18, Arminio raccolse attorno a sé un'enorme confederazione di genti germane, lo sfidò e riuscì a sconfiggerlo in uno scontro campale, facendolo cadere in disgrazia. Ricordando quanto Maroboduo gli fosse rimasto fedele nel momento del bisogno, evitando che la disfatta di Teutoburgo si trasformasse in una nuova e ancor più devastante invasione germanica (come quella avvenuta un secolo prima da parte di Cimbri e Teutoni, tra il 113 e il 101 a.C.), Tiberio gli diede asilo politico a Ravenna, all'interno dei confini imperiali.
Ora, però, serviva una reazione militare immediata e decisa da parte dell'impero romano, che doveva impedire al nemico germanico di prendere coraggio e di invadere i territori della Gallia e magari dell'Italia stessa, mettendo a rischio non solo una provincia ma la stessa salvezza di Roma.

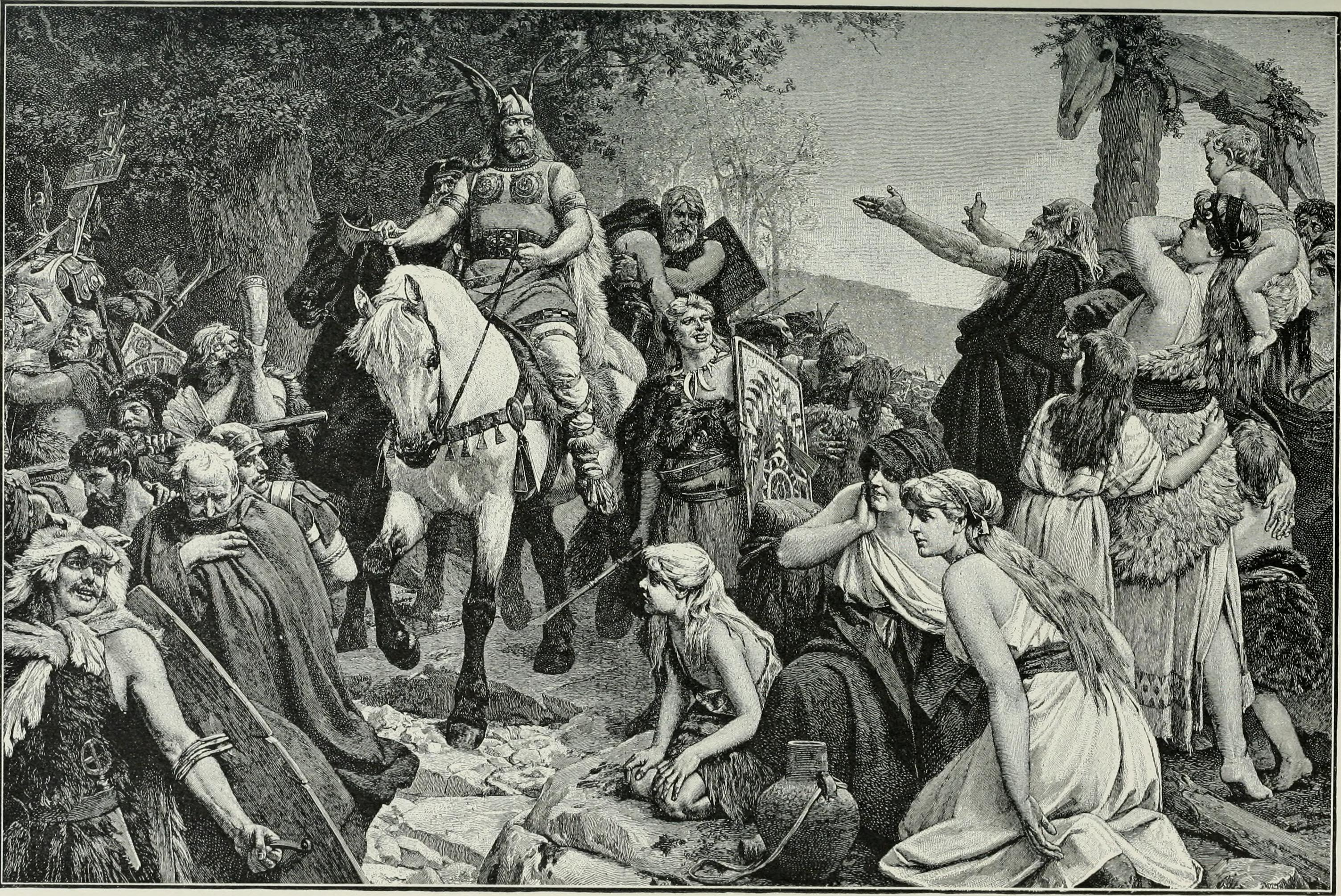
Arminio torna trionfante tra i Cherusci subito dopo la disfatta di Varo

In una situazione tanto drammatica, Augusto fu costretto anche ad arruolare liberti:
(Cassio Dione Cocceiano, Storia Romana, LVI, 23, 3.)
(Svetonio, Augustus, 25.)
(Velleio Patercolo, Storia romana, II, 120)
Ancora una volta, Tiberio dimostrava di essere un ottimo generale: era riuscito a frenare i propositi di una nuova invasione da parte delle genti germaniche vittoriose, e negli anni seguenti (dal 10 al 12) condusse egli stesso gli eserciti ancora al di là del Reno:
(Velleio Patercolo, Storia romana, II, 121)
(Cassio Dione Cocceiano, Storia romana, LVI, 25.)

### L'impatto sulla storia europea e mediterranea

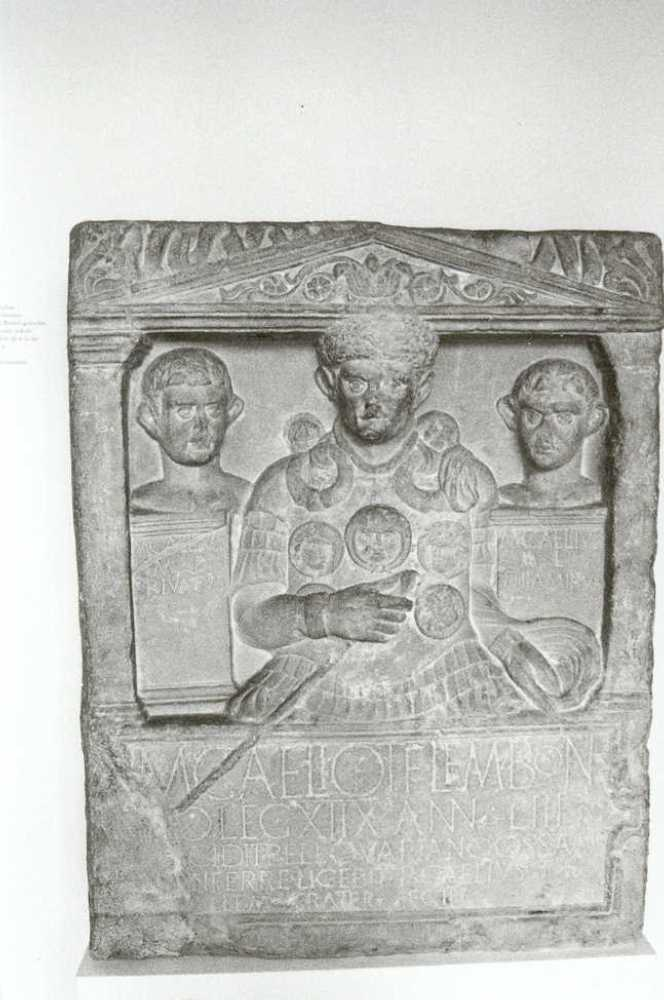
Lapide del centurione Marco Celio, morto nell'imboscata di Teutoburgo. Questo l'epitaffio in latino: Marcus Caelius Marci libertus Privatus Marcus Caelius Marci libertus Thiaminus Marco Caelio Titi filio Lemonia Bononia centurioni legionis XIIX annorum LIII semissis cecidit bello Variano ossa inferre licebit Publius Caelius Titi filius Lemonia frater fecit.

La clades variana, considerata da molti autori moderni come una delle più grandi disfatte subite dall'impero romano (anche se certamente non ai livelli della battaglia di Canne, dove Annibale era penetrato sul suolo italico), potrebbe essere una spiegazione logica della rinuncia da parte di Augusto e dei suoi successori a nuove azioni di conquista dei territori germani compresi tra il Reno e il fiume Elba. Più in generale si possono dare anche le seguenti motivazioni:
- l'età avanzata di Augusto ormai settantaduenne (età ancor più venerabile se rapportata all'età romana) e il suo profondo sconforto, che portarono l'imperatore a formulare nel suo testamento ufficiale (le Res gestae divi Augusti) un consiglio per il suo successore, Tiberio, affinché non intraprendesse altre spedizioni oltre i confini dallo stesso stabiliti (vale a dire i fiumi Reno e Danubio);
- la natura del territorio germanico, ricoperto da immense foreste e acquitrini, con scarse risorse economiche di materie prime, ovviamente a quel tempo conosciute;
- la fine della rivolta dalmato-pannonica, soli 5 giorni prima del triste evento della clades variana, sommossa che aveva richiesto l'intervento di ben 10 legioni e 4 anni di guerra sanguinosa;
- una nuova rivolta in Gallia tra gli Allobrogi, con il rischio che si estendesse all'intera provincia;
- l'ulteriore e necessaria conquista della Boemia, per completare il progetto di portare i confini al fiume Elba.

#### La spedizione di Germanico
Tiberio permise a Germanico, figlio del fratello scomparso Druso, di compiere tre nuove campagne nel territorio dei Germani, dal 14 al 16 (a capo di ben 8 legioni e relative truppe ausiliarie):
- per riscattare in maniera definitiva l'onore di Roma, cercando di recuperare le tre aquile legionarie andate perdute nella battaglia di Teutoburgo. Una fu trovata da un subordinato di Germanico, Lucio Stertinio, che ritrovò l'aquila della Legio XIX recuperandola dai Bructeri nel 15;[10] il luogo dove era nascosta la seconda aquila venne svelato a Germanico dal capo dei Marsi fatto prigioniero dopo la battaglia di Idistaviso nel 16.[11] Non riuscì a recuperare la terza insegna, che venne trovata solo nel 41 da Aulo Gabinio Secondo presso i Cauci secondo Dione Cassio Cocceiano nella sua Storia romana;[12]
- per permettere al figlio del fratello, Druso, di ripercorrere le orme del padre;
- ma soprattutto per terrorizzare il nemico germanico dal compiere nuove e possibili invasioni future del suolo romano della Gallia;
- forse anche per valutare se vi fossero ancora i presupposti di un'occupazione permanente della Germania.

Qualcuno degli storici antichi come Tacito, che aveva in grande simpatia Germanico, pensò che l'occupazione della Germania fosse stata fermata da Tiberio, quasi per una forma di gelosia nei confronti del figlio adottivo, Germanico. È però quasi del tutto certo che le motivazioni personali non abbiano potuto influenzare un uomo come Tiberio, cresciuto sui campi di battaglia, freddo e concreto in tutto ciò che faceva, mettendo a repentaglio un piano tanto importante per la salvaguardia futura dell'impero romano.

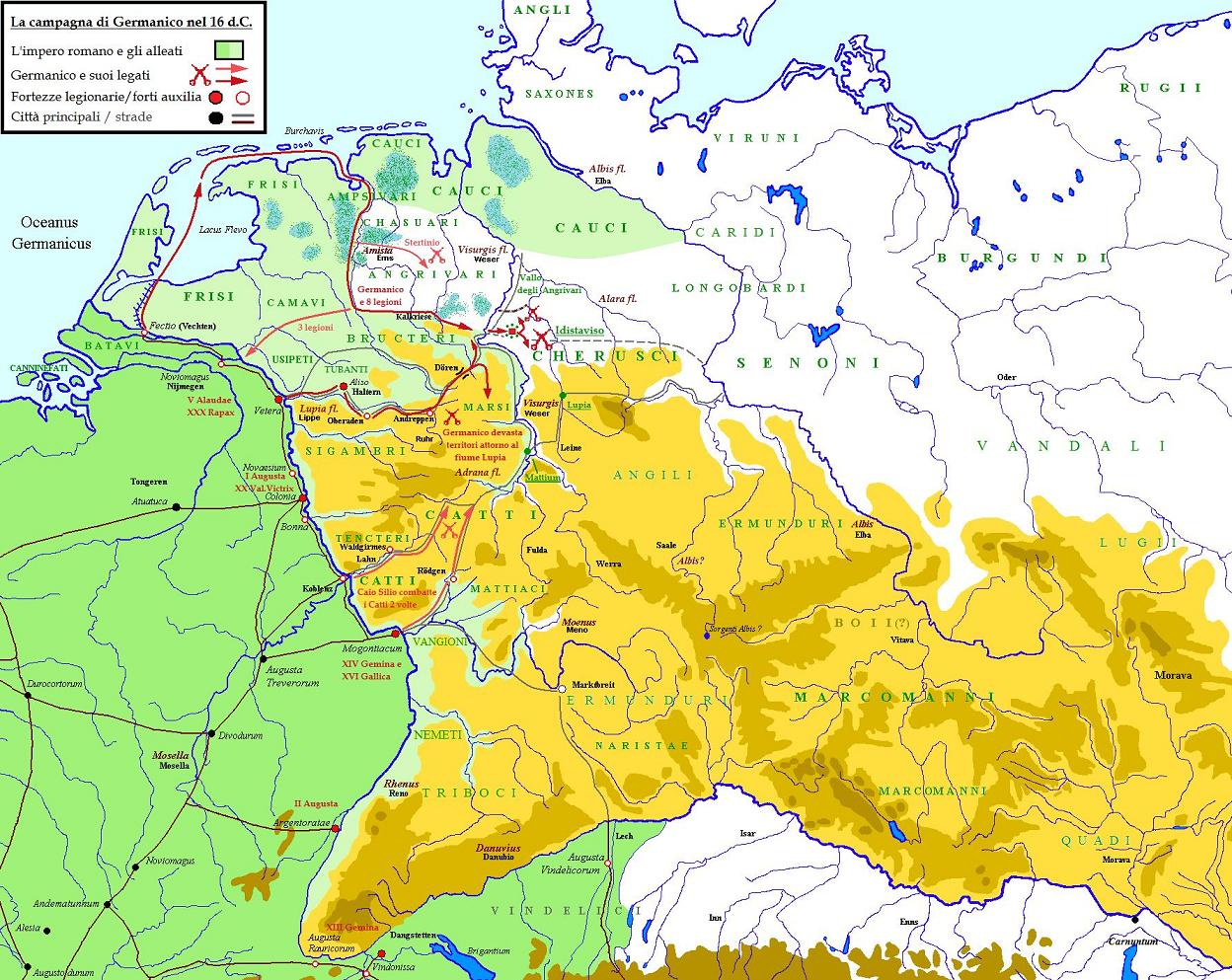
L'ultima campagna del 16 di Germanico

Le ragioni che portarono a questa decisione furono varie: in primo luogo il consilium coercendi intra terminos imperii di Augusto, ovvero la decisione di mantenere i confini dell'impero invariati, cercando di salvaguardare i territori interni e di assicurarne la tranquillità. Una nuova espansione in Germania avrebbe infatti necessitato dell'impiego di maggiori forze militari, e avrebbe esposto gli eserciti romani a nuovi rischi.
Tiberio, seguendo i consigli di Augusto aveva preferito non ampliare i confini imperiali nel nord dell'Europa per i motivi sopra esposti, ma soprattutto per motivi di difficile integrazione agli usi e costumi romani nel breve periodo. Troppe volte negli ultimi 30 anni, infatti, era stato necessario intervenire per reprimere continue rivolte, soprattutto in Europa: dalla rivolta cantabrica del (29-19 a.C.) a quella terribile dalmato pannonica del 6-9, alle continue sollevazioni da parte dei Galli (in Aquitania, tra gli Allobrogi, e altre ancora).
La battaglia segna pertanto la fine dell'espansionismo romano in Germania, e il lamento di Augusto, di cui si parlava poc'anzi, può essere associato non solo alla sconfitta militare, di per sé grave, ma soprattutto alla di lui consapevolezza di non poter vedere la riduzione in provincia di tutti i territori germanici, compresi tra il fiume Reno e il fiume Elba.

## Archeologia della battaglia

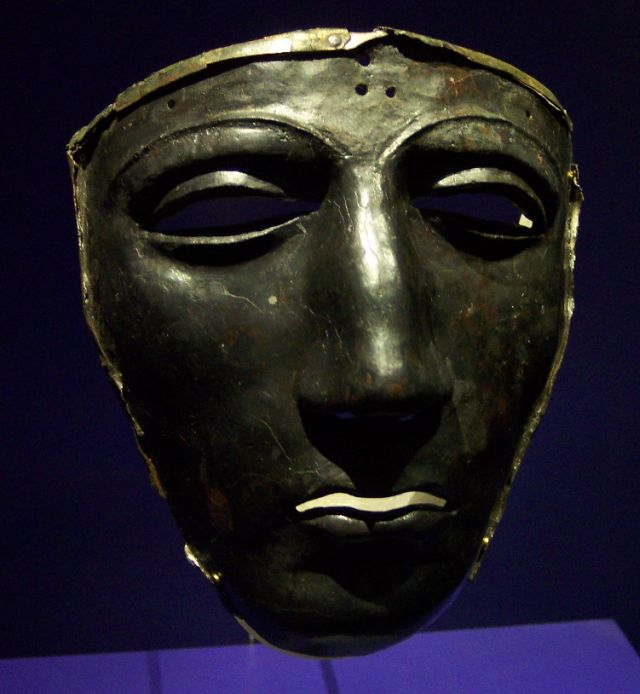
Maschera da parata in ferro ricoperta d'argento appartenuta a un cavaliere romano, rinvenuta sul luogo della battaglia

Il sito della battaglia fu suggerito già agli inizi del Settecento da un certo Zacharias Goeze, teologo e filosofo tedesco, appassionato di numismatica, il quale aveva saputo di alcune monete romane rinvenute in località Kalkriese, a 135 km a nord-est del confine romano del Reno. Lo storico Theodor Mommsen nel 1885 era convinto che questa fosse la località della famosa battaglia, in base al numero di monete reperite sul sito; ma si è dovuto attendere il 1987 per averne conferma definitiva.
Il materiale archeologico trovato sull'area della battaglia (su una superficie complessiva di 5 per 6 km), era di oltre 4 000 oggetti di epoca romana:
- 3 100 pezzi militari come parti di spade, pugnali, punte di lance e frecce, proiettili utilizzati dalle fionde delle truppe ausiliarie romane, dardi per catapulte, parti di elmi, parti di scudi, una maschera da parata in ferro ricoperta d'argento, chiodi di ferro delle calzature dei legionari, piccozze, falcetti, vestiario, bardature di cavalli e muli, strumenti chirurgici;
- un limitato numero di oggetti femminili come forcine, spille e fermagli a testimonianza della presenza di donne tra le file dell'esercito romano in marcia;
- 1 200 monete, coniate tutte prima del 14;
- numerosi frammenti ossei di uomini e animali (muli e cavalli);
- e un terrapieno lungo 600 metri e largo 4,5 metri, che si estendeva alla base della colline di Kalkriese in direzione est-ovest, dove i Germani si appostarono aspettando le legioni, dal quale sferrarono il primo attacco, nel punto più stretto tra la collina e la Grande palude (ora ridotta a una depressione).

L'ultima campagna di scavo (estate 2016) ha riportato inoltre alla luce altri reperti tra cui otto rare monete d’oro con l’effigie dell’imperatore Augusto sul recto e, sul verso, i ritratti dei due nipoti, Lucio Cesare e Gaio Cesare, designati suoi successori, e raffigurati con scudo, lancia e lituo. Poiché il primo morì nel 2 e il secondo nel 4, le monete risalgono a pochi anni prima della battaglia e appartenevano con molta probabilità a un ufficiale dell’esercito che le avrebbe smarrite o sotterrate (sono state trovate a pochissima distanza l’una dall’altra) nell’imminenza dei combattimenti. Si tratta di una somma notevole: all’epoca con un solo aureo si poteva mantenere un’intera famiglia, a Roma, per un mese, quindi la somma equivaleva al sostentamento per circa un anno.

## La memoria della battaglia
Gli imperatori romani che si susseguirono nei secoli decisero di non battezzare più altre legioni con il nome delle tre annientate a Teutoburgo (XVII, XVIII e XIX), forse anche perché solo due delle tre insegne perdute furono in seguito recuperate, onta incancellabile per la mentalità e la tradizione militare romana.

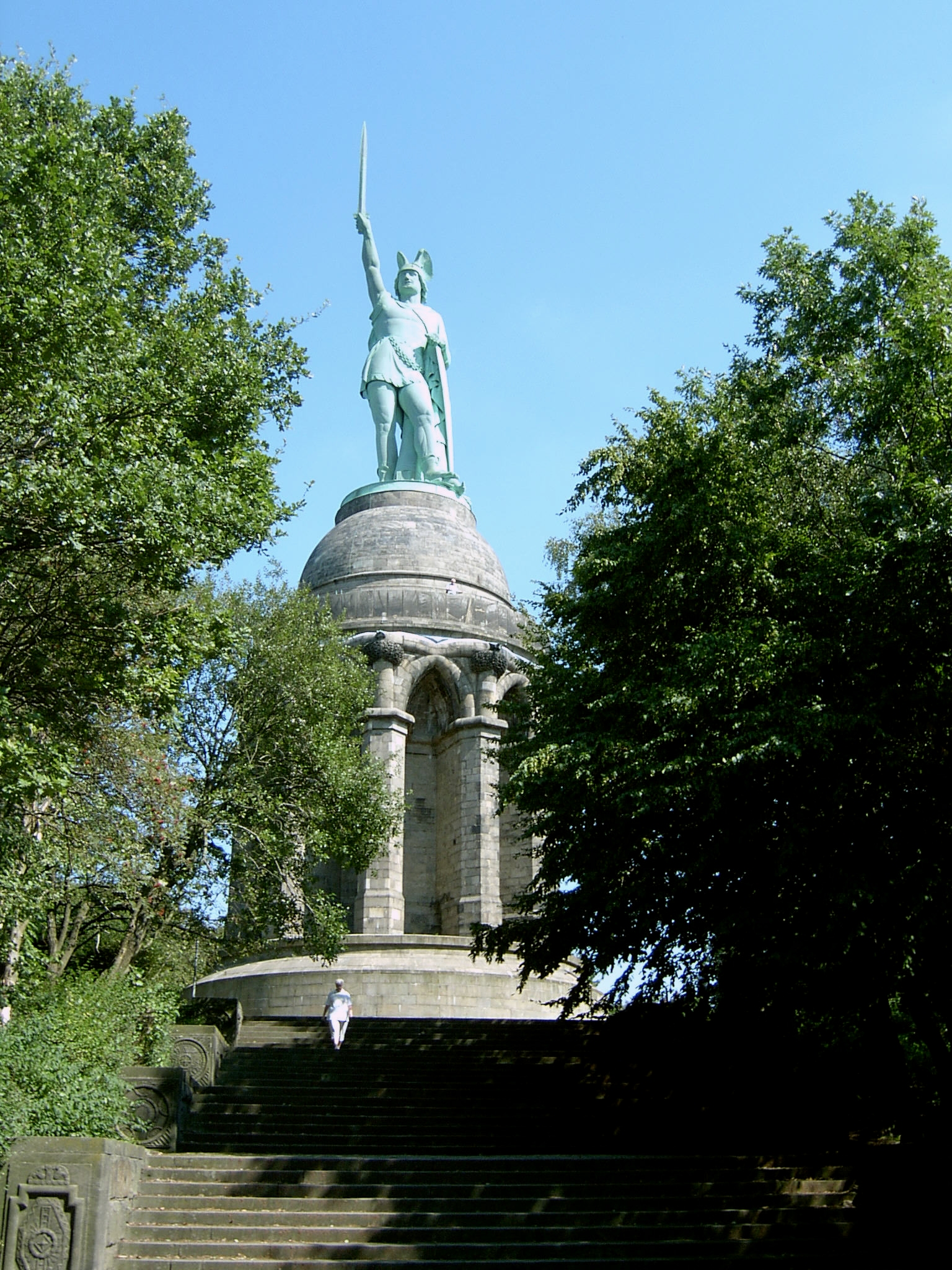
L'Hermannsdenkmal

Durante il Medioevo la maggioranza della popolazione europea non era in grado di leggere e comprendere documenti redatti in lingua latina, inoltre si perse traccia di molti testi classici e della battaglia di Teutoburgo rimasero noti pochi riferimenti o accenni a essa, per cui il suo ricordo come evento bellico di primaria importanza venne meno, e ne rimasero vaghe eco nelle leggende che si tramandavano oralmente e che confluirono più tardi nella Canzone dei Nibelunghi e nel mito di Sigfrido. Il ricordo della battaglia si conservò custodito per molto tempo soltanto all'interno dei monasteri, dove gli amanuensi copiavano i codici antichi, fino a quando, durante il periodo dell'Umanesimo e del Rinascimento, si sviluppò un nuovo interesse per la storia antica.
Nel 1425, in particolare, l'umanista italiano Poggio Bracciolini si recò in Germania, dove nell'abbazia di Hersfeld reperì il manoscritto, fino ad allora sconosciuto, di una delle opere di Tacito, la Germania, che descrive gli usi e i costumi delle antiche popolazioni germaniche. Pochi decenni più tardi, grazie all'invenzione della stampa a caratteri mobili, la Germania poté diffondersi velocemente tra gli eruditi europei, che incominciarono a interessarsi alla storia dei rapporti tra Roma e le tribù che risiedevano a est del Reno. Nel 1470 fu ritrovata anche l'Epitome di Floro, che contiene precisi accenni allo scontro di Teutoburgo, e nel 1505 fu rinvenuto il testo degli Annales di Tacito, che narrano la ricognizione effettuata da Germanico sul campo di battaglia a sei anni di distanza dal momento dello scontro stesso. Dagli Annales, gli storici poterono acquisire numerosissime utili informazioni sul personaggio di Arminio e sulla localizzazione del campo di battaglia. Nel 1515, infine, quando i manoscritti ritrovati negli anni precedenti erano già ampiamente diffusi e studiati approfonditamente, fu rinvenuta la Storia romana di Velleio Patercolo, contemporaneo della battaglia.
Avendo a disposizione una simile mole di informazioni, gli umanisti si concentrarono sullo studio dell'episodio, soffermandosi in particolare sull'importante figura di Arminio, che divenne, in qualità di liberatore della Germania, eroe nazionale. Nel periodo che va fino al 1910 ad Arminio furono dedicate oltre settanta opere di vario genere, e lo storico Theodor Mommsen, sul finire dell'Ottocento, tracciò un preciso parallelismo tra il processo di unificazione della Germania promosso da Otto von Bismarck e la battaglia di Teutoburgo, che identificò come punto di svolta della storia mondiale. Tra il 1841 e il 1875 fu infine dedicato ad Arminio il colossale Hermannsdenkmal, eretto nell'attuale foresta di Teutoburgo.
L'importanza della battaglia di Teutoburgo fu celebrata dall'Impero tedesco e, successivamente, dal regime nazista come momento di nazionalismo tedesco, sebbene oggi si tenda ad attribuire una maggiore importanza ai rapporti di interscambio culturale tra Romani e Germani.
Occorre anche sottolineare il fatto che Roma, non ritenendo vantaggiosa l'occupazione della Germania, totalmente coperta da foreste e paludi, preferì abbandonare il progetto di annessione. Molto probabilmente, un massiccio dispiegamento di truppe avrebbe alla lunga consentito ai Romani di civilizzare la regione compresa tra Reno ed Elba, ma ciò non accadde poiché le regioni erano povere e non arrecavano alcun vantaggio commerciale all'impero, a differenza della Dacia che disponeva di ricchi giacimenti d'oro.

### Letteratura antica
L'impressione destata dal drammatico evento ha lasciato una traccia ben visibile nelle narrazioni storiche e letterarie degli autori dell'epoca:
(Ovidio, Tristia, III,12, 45-48; IV, 2, 1-36.)
(Marco Manilio, Poema degli astri, 1898-1900.)
(Strabone, VII (Germania), 1.4.)
(Velleio Patercolo, Storia romana, II, 119)

### Filmografia
La battaglia di Teutoburgo è stata finora oggetto di tre adattamenti cinematografici.
- Il primo in assoluto a parlare della battaglia è stato il film muto intitolato Die Hermannschlacht, realizzato tra il 1922 e 1923 dal regista Leo König; le riprese avvennero nei pressi dell'Hermannsdenkmal. Venne così duramente criticato nel febbraio del 1924, che il film venne ritirato e considerato perduto per sempre, quando in realtà ne è stata poi ritrovata una pellicola in un archivio cinematografico di Mosca, solo dopo il crollo dell'Unione Sovietica;
- La seconda riduzione cinematografica della battaglia è apparsa nel 1966 con Il massacro della foresta nera (Hermann der Cherusker- Die Schlacht im Teutoburger Wald ). Frutto di una coproduzione italo-tedesca, il film fu realizzato dal regista italiano Ferdinando Baldi, che diresse contemporaneamente anche la pellicola All'ombra delle aquile, utilizzando lo stesso cast e gli stessi set;
- Il terzo adattamento cinematografico, con lo stesso titolo Die Hermannschlacht del primo, è stato realizzato tra il 1993 e il 1995, grazie al lavoro di più registi di nazionalità tedesca e alla collaborazione di alcuni storici: le scene raffiguranti la battaglia sono state girate in Renania e nella stessa selva di Teutoburgo. Il film è apparso su DVD nel 2005 insieme con alcuni filmati di carattere documentario;[24]
- Nel 2016 è stata poi prodotta una serie tv, Barbarians, che parla dei personaggi storici conosciuti come i peggiori nemici di Roma, e quindi anche di Varo e di questa battaglia;
- Nel 2020 Netflix ha pubblicato la serie Barbari (in lingua originale Barbaren, proprio lo stesso titolo della serie del 2016), che narra la vicenda.

## Nella cultura di massa
- La battaglia di Teutoburgo è uno scenario presente nel videogioco strategico in tempo reale Imperivm: Le grandi battaglie di Roma, e una battaglia storica presente in Rome: Total War e Total War: Rome II.
- Nella letteratura, il romanzo storico Teutoburgo, scritto dall'autore italiano Valerio Massimo Manfredi e pubblicato nel 2016, racconta la vita di Arminio, in particolare la battaglia di Teutoburgo stessa.
- La disfatta a Teutoburgo è immortalata nel prologo del videoclip di Deutschland, singolo del gruppo metal tedesco Rammstein. Il brano fa parte dell'album Rammstein del 2019.
- La serie Netflix Barbaren tratta in maniera romanzata le vicende della battaglia di Teutoburgo e delle loro conseguenze.
- Il massacro della foresta nera è un film del 1966 diretto da Ferdinando Baldi, ambientato nel 9 d.C., durante la battaglia della foresta di Teutoburgo.
- Arminio è opera in tre atti, musicata da Alessandro Scarlatti nel 1720, su libretto di Antonio Salvi.[25][26]